# San Andrés de Giles (Buenos Aires)
San Andrés de Giles is een plaats in het Argentijnse bestuurlijke gebied San Andrés de Giles in de provincie Buenos Aires. De plaats telt 13.941 inwoners.